# Dmitrij Kiselëv (giornalista)
Dmitrij Konstantinovič Kiselëv (in russo Дмитрий Константинович Киселёв?; Mosca, 26 aprile 1954) è un giornalista, presentatore televisivo russo, propagandista e nominato nel 2013 dal presidente russo Vladimir Putin a capo di Rossija segodnja, un gruppo mediatico controllato dallo stato russo. È anche vicedirettore della Compagnia di radiodiffusione televisiva e radiofonica statale di tutta la Russia.
I suoi commenti sono stati controversi sia in Russia che in Occidente, in particolare per quanto riguarda l'omosessualità e l'Euromaidan, l'annessione della Crimea da parte della Federazione Russa nel 2014 e la sua accusa agli Stati Uniti di stare "dalla parte del califfato terrorista" ISIS  distruggendo la Siria e abbattendo il volo Metrojet 9268. Kiselëv è nell'elenco delle sanzioni personali imposte dall'UE dal 2014. Nel gennaio 2023, l'Ucraina ha imposto sanzioni economiche a Dmitrij per il suo sostegno all'invasione russa dell'Ucraina nel 2022.

## Biografia
Kiselëv è cresciuto in un ambiente musicale, essendo il nipote del compositore sovietico Jurij Šaporin, e si è diplomato alla Scuola di Musica in chitarra classica. Il nonno materno di Kiselëv, Nesmačno, proveniva dall'Ucraina occidentale, era un tenente colonnello dell'esercito zarista e capo dei servizi di ingegneria del generale Aleksej Brusilov. Suo padre era un contadino di Tambov che prestò servizio nella cavalleria a Kiev nel 1937.
Kiselëv si è diplomato in una scuola con uno studio approfondito della lingua francese e ha studiato al collegio medico Numero 6 di Mosca.
Nel 1978 si è laureato presso il Dipartimento di Filologia Scandinava della Facoltà di Filologia dell'Università statale di San Pietroburgo e afferma di parlare inglese, francese, norvegese e svedese.

## Carriera

### Radio e la televisione di stato dell'URSS
Dopo la laurea, ha lavorato nella radiodiffusione centrale per i paesi stranieri della televisione di stato dell'URSS e nelle edizioni radiofoniche norvegesi e polacche.
Il 9 aprile 1989, su invito di Ėduard Sagalaev, iniziò a lavorare alla televisione centrale dell'URSS, dove era corrispondente parlamentare per il programma Vremja. Il primo reportage è stato da Tbilisi, riguardava eventi vicino al palazzo del governo. Un tempo era corrispondente in Norvegia.
Dal gennaio 1990 al marzo 1991 Kiselëv è stato l'ospite del programma informativo "Televiznonnaja služba novostej", trasmesso dal Primo programma della televisione centrale. A causa del suo rifiuto di leggere un testo preparato sulla repressione sovietica delle proteste a Vilnius, è stato rimosso dai notiziari, dopodiché ha collaborato per qualche tempo con i canali televisivi tedeschi ARD e RTL e con la compagnia televisiva giapponese NHK.

### Dal 1991 ai primi anni 2000
Nel settembre 1991, dopo il colpo di stato di agosto e la nomina di una nuova dirigenza della televisione centrale, è tornato al programma Vremja ed è stato anche conduttore del programma Panorama. Fino alla fine del 1996, ha ricoperto vari incarichi presso la compagnia di televisione statale e diffusione radiofonica Ostantiko (dal 1995 al 2002 ORT, ora Pervyj kanal). Dal 1992 al 1994 Kiselëv ha lavorato come corrispondente di RGTRK Ostankino per il Benelux. dal 1994 al 1996 è stato l'ospite del programma "Okno v Evropy" sullo stesso canale televisivo, per la cui creazione Kiselëv ha ricevuto una sovvenzione dalla Commissione europea volta a sostenere le istituzioni democratiche in Russia.
Nel marzo 1995, dopo l'omicidio di Vladislav List'ev, è stato l'ospite di uno dei numeri dell'intervista d'attualità "Čas pik" della compagnia televisiva VID, andata in onda su Pervyj kanal Ostankino. Dal 3 aprile 1995 è stato l'ospite di questo programma sul canale ORT appena creato. Inizialmente, ha lavorato alternativamente con Sergej Šatunov, ma dopo la sua partenza ha guidato il programma da solo. Dall'inizio di ottobre 1995 ha condotto il programma alternativamente con Andrej Rasbaš. Alla fine ha lasciato il programma nel settembre 1996.
Dal 1997 al 2003 ha condotto il talk show "Nacional'nyj Interes", andato in onda prima su REN-TV , poi sul canale RTR dal settembre 1997 al gennaio 1998. Dal febbraio 1999 è stato trasmesso da TNT e dall'autunno 1999 al gennaio 2002 come "Nacional'nyj Interes-2000 (2001)" su TVC. Successivamente, è andato andato in onda sul canale ucraino ICTV.
Nel dicembre 1997, per la produzione dei propri programmi televisivi, Kiselëv ha fondato la società "Perspektivnye televizionnye proekty". Dal febbraio 1999 è stato anche autore e conduttore della rubrica "Okno v Evropy" sul canale mattutino "Den' za dnëm" (TV-6). Dal 1999 al 2000 Kiselëv ha presentato il programma serale della compagnia televisiva "Sobytija" della TV Centr, intitolato "V centre sobytij".
Dall'inizio alla metà degli anni 2000 ha lavorato sia per l'Ucraina che per la Russia. Dal 2000 al 2006 Kiselëv ha ospitato l'intervista di attualità "Podrosno s Dmitriem Kiselëvym". Dal 2000 al 2004 è stato caporedattore del servizio informazioni della compagnia televisiva ucraina ICTV. Vi ha anche ospitato il programma "Fakti". Il 26 novembre 2004, i giornalisti del canale, in un incontro con l'AD dell'ICTV Aleksandr Boguckij, hanno espresso la loro sfiducia nei confronti di Dmitrij Kiselëv, dicendo che aveva distorto le trasmissioni di notizie. Tre giorni dopo, il direttore generale ha annunciato la rimozione di Kiselëv dalla direzione dei comunicati stampa della compagnia televisiva. Successivamente, il canale ICTV ha ufficialmente negato questo messaggio. Durante le elezioni presidenziali in Ucraina nel 2004, Kiselëv ha preso parte attiva alla promozione televisiva del candidato del Partito delle Regioni vicino a Mosca, Viktor Janukovyč, al quale, a sua volta, era fedele il proprietario dell'ICTV, Victor Pinčuk. Dopo la vittoria elettorale di Viktor Juščenko, Kiselëv ha continuato a lavorare sul canale televisivo fino alla scadenza del suo contratto nel marzo 2006.
Dal 24 settembre 2000 al 9 novembre 2003 i suoi interventi sono stati pubblicati sul sito web dell'emittente radiofonica "Eco di Mosca" nella sezione "Commento della settimana". Ha condotto seminari e workshop presso la scuola televisiva Intern'jus di Manana Aslamazjan.
Nel 2003, mentre si allenava sulla pista di motocross, Kiselëv ha subito un grave infortunio. Si è rotto due legamenti del ginocchio, ha subito tre operazioni e ha trascorso un anno con le stampelle.

### Sul canale televisivo "Russia-1"
Dal 2003 al 2004 ha lavorato ai programmi "Utrennij razgovor"  e "Avtoritet". Dal 2005 al 2008 Kiselëv ha ospitato il programma quotidiano di informazione e analisi "Vesti+" sul canale "Russia". Dal 2005 al 2006 ha condotto l'intervista d'attualità "Vesti. Podrobnosti". Dal 2006 al 2012, dopo il suo definitivo ritorno a Mosca, Kiselëv è stato l'ospite del talk show sociale e politico "Nacional'nyj Interes" su "Russia", poi ribattezzato "Russia-1". Il 3 e 10 luglio 2010, nell'ambito di questo programma, da parte di Mosca si è tenuta una teleconferenza "Ucraina — Russia" insieme alla conduttrice del canale televisivo " 1+1 " Natalja Mosejčuk. Nel 2006-2008 Kiselëv ha ospitato l'edizione serale di Vesti, in coppia con Marija Sittel', mentre la durata del programma è stata aumentata da 30 a 50 minuti.
Dal luglio 2008 è Vice Direttore Generale della holding VGTRK; dopo la nomina ha lasciato il programma Vesti. Sulla stazione radiofonica Vesti FM, che fa parte della compagnia televisiva e radiofonica statale tutta russa, fino al 27 novembre 2013, ha condotto due programmi dell'autore: "Gorjačaja točka" (2010-2013) e "Glagolom žeč' serdca ljudej" (2013). Il 9 e 16 settembre 2011, ha tenuto una discussione di un'ora sulla serie TV "Raskol" intitolata "Časti celogo" sul canale televisivo "Kul'tura". Nel marzo 2012, Kiselëv ha sostituito Sergej Kurginjan nel programma Istoričeskij process. Il 9 settembre 2012 è diventato l'ospite del programma Vesti Nedeli. Nel 2010 e poi dal gennaio 2013, Kiselëv è stato l'ospite permanente delle interviste natalizie con il patriarca Cirillo su Russia-1. Dal 19 settembre al 28 novembre 2015, ha condotto il gioco a quiz "Znanie - sila".
È autore di una serie di documentari sul crollo dell'URSS intitolata "URSS: krušenie" e inoltre di "Sacharov", "100 giorni di Gorbačëv", "100 giorni di El'cin", "1/6 della terra", "Velikaja russkaja revoljucija", "Kody Kurčatova", "Chvatit travit' narod. Kino pro vino”.

### Agenzia di stampa internazionale "Rossija segodnja"

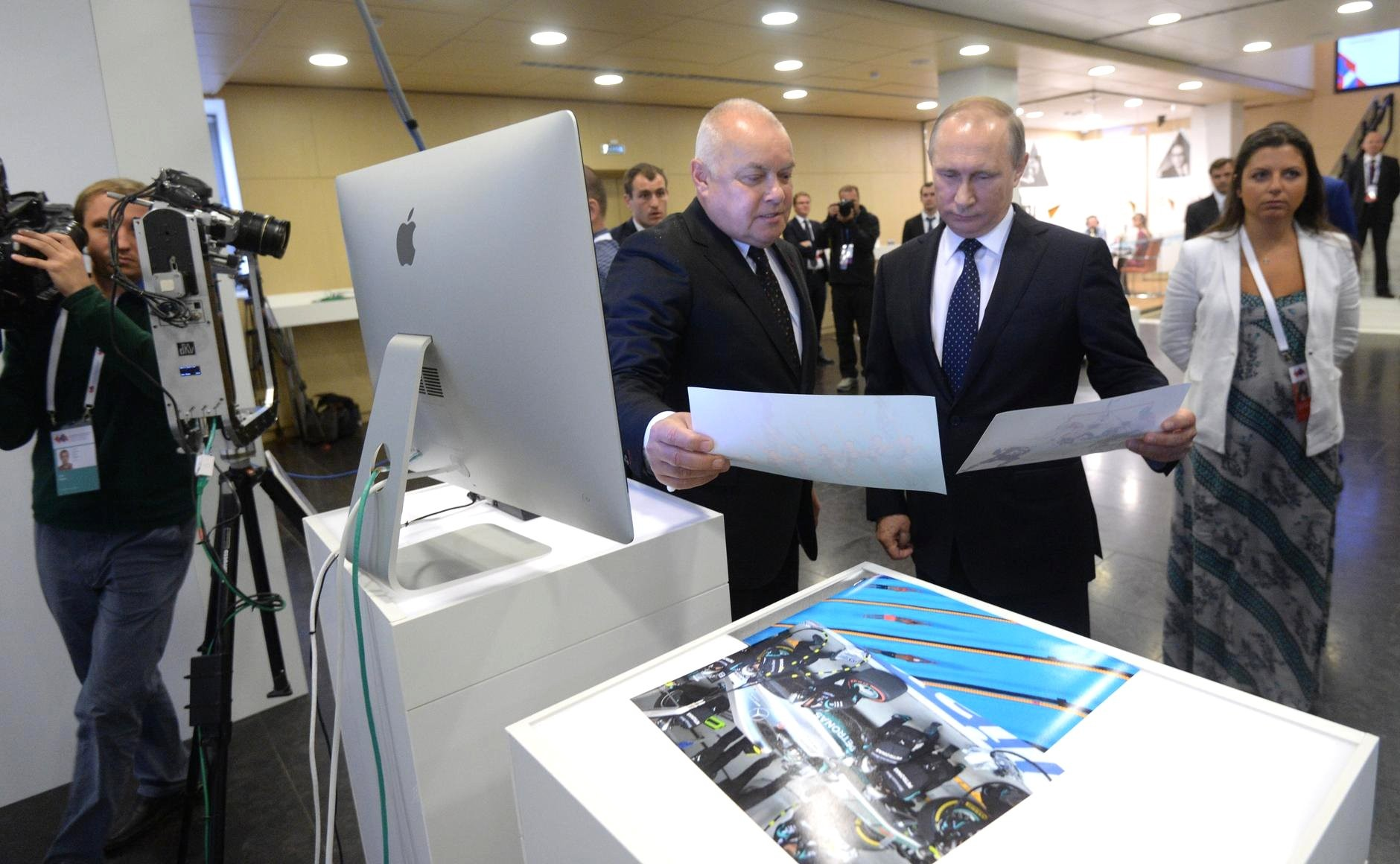
Kiselëv con Vladimir Putin e Margarita Simonjan il 7 giugno 2016

Il 9 dicembre 2013 l'annuncio della creazione di una nuova struttura sulla base di RIA Novosti, l'agenzia di stampa internazionale "Rossija segodnja" con Dmitrij Kiselëv nell'incarico di amministratore delegato. Secondo il decreto presidenziale, il compito principale della nuova agenzia è di "coprire la politica statale della Federazione Russa e la vita pubblica russa all'estero" e, secondo Kiselëv, è di "ripristinare un atteggiamento equo nei confronti della Russia come paese importante nel mondo con buone intenzioni".
Il 9 aprile 2014, il Broadcasting Board of Governors (BBG) ha annunciato che in una lettera del 21 marzo in risposta alla richiesta di rinnovare un contratto in scadenza per trasmettere Voice of America alle 810 AM, il direttore di Rossija segodnja Dmitrij Kiselëv ha scritto solo una frase: "Non collaboreremo". Il capo della BBG, Jeff Schell, ha affermato che la risoluzione del contratto è "la pressione di Mosca sullo spazio mediatico" e ha chiesto "pari condizioni", poiché i media russi "godono di libero accesso alle trasmissioni negli Stati Uniti e in tutto il mondo. I cittadini russi meritano la stessa libertà di accesso alle informazioni”. Ha inoltre affermato che BBG continuerà a lavorare per il pubblico russo sulle piattaforme online e non è esclusa anche l'organizzazione della trasmissione via satellite.
Nell'aprile 2016, gli hacker hanno annunciato l'hacking e il furto del contenuto di due caselle di posta e della corrispondenza WhatsApp di Dmitrij Kiselëv, che è stata messa all'asta fino al 15 maggio. Il periodo dal 2009 al 2016 è coperto da una quantità totale di informazioni di 11 gigabyte. Uno degli account utilizzati era intestato alla moglie di Kiselëv, Maria. L'argomento è principalmente dedicato ai progetti "Rossija segodnja", inoltre nella matrice ci sono dati su finanze e beni (compreso l'acquisto di un appartamento d'élite di 204 metri quadrati su Cvetnoj bul'var per 162 milioni di rubli nel febbraio 2014), l'impugnazione delle sanzioni personali imposte dall'UE, l'acquisto di una tesi di laurea finita e di articoli accademici professionali per la moglie. Tra gli interlocutori di Kiselëv c'erano Valentina Fedotova, responsabile del settore di filosofia sociale dell'Istituto di filosofia dell'Accademia russa delle scienze (che scrive a pagamento i testi), l'economista Nikita Kričevskij, il media manager Aram Gabreljanov, il comico Vovan, il ministro della Cultura Vladimir Medinskij.